# Klara Hautmann-Kiss
Klara Hautmann-Kiss (* 8. Oktober 1920 in Wien als Klara Kiss; † 25. Oktober 2000 in Wien) war eine österreichische Architektin, Bühnenbildnerin und Malerin.

## Leben
Hautmann-Kiss musste 1938 aus rassischen Gründen mit ihren Eltern und Geschwistern Österreich verlassen und lebte bis 1945 in London. Sie absolvierte in der Emigration eine Feinmechanikerlehre, arbeitete als technische Zeichnerin und war in der Organisation Young Austria aktiv. Nach ihrer Rückkehr nach Wien studierte sie an der Akademie der bildenden Künste in Wien Bühnenbild bei Emil Pirchan und war nach dem Abschluss des Studiums am „Neuen Theater in der Scala“ tätig (Bühnenbilder zu den Stücken „Die Donaubrücke“ 1951, „Tom Sawyers großes Abenteuer“ 1952 und „Lysistrata“ 1953). Danach absolvierte sie das Studium der Architektur bei Roland Rainer und arbeitete mit Rudolf Hautmann (junior), mit dem sie sich 1959 verehelichte, in ständiger künstlerischer Ateliergemeinschaft zusammen. Im Jahr 1980 promovierte sie in Graz zum Dr. techn. mit der Dissertation Wohnparks und ihre bauliche Gestaltung. Ihre Ölgemälde, Aquarelle, Tonfiguren und Tonköpfe (unter anderem von Viktor Matejka, Alfred Hrdlicka, Ernst Fuchs und Otto Tausig, mit denen sie befreundet war) wurden mehrmals in Wiener Galerien ausgestellt. Hautmann-Kiss wurde im selben Grab wie ihr Schwiegervater Rudolf Hautmann (senior) am Friedhof der Feuerhalle Simmering bestattet (Abteilung 7, Ring 3, Gruppe 1, Nr. 99).

## Werke
Gemeinsam mit Rudolf Hautmann:

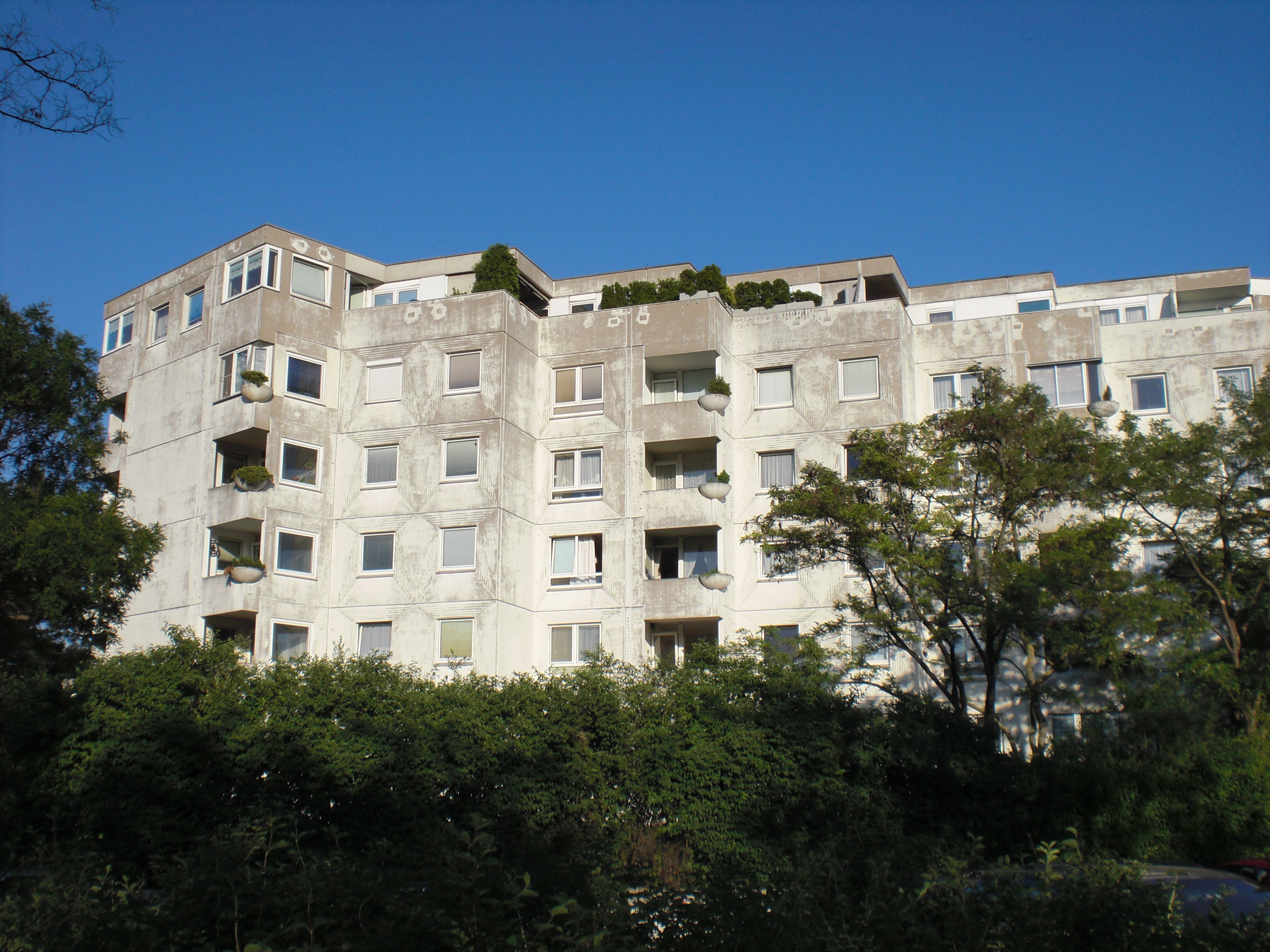
Wohnhausanlage Wiener Flur im Jahr 2009

- Holzhaussiedlung (37 Häuser) und Reihenhaussiedlung (21 Häuser) in Wien-Simmering, Nowalskigasse (1960–1963)
- Vierfamilienhaus in Wien-Penzing, Sonnenweg am Wolfersberg (1963–1965)
- Wohnhaus mit 27 Wohnungen in Wien-Josefstadt, Laudongasse (1969–1972)
- Wohnanlage mit 217 Wohnungen in Wien-Simmering, Kaiser-Ebersdorfer-Straße (1970–1973; gemeinsam mit Friedrich Rollwagen)
- Wohnhausanlage Wiener Flur mit 1361 Wohnungen, Hallenbad, zwei Kindergärten, Arztpraxen und Geschäftsräumen in Wien-Liesing, Karl-Tornay-Gasse (1974–1981; gemeinsam mit Friedrich Rollwagen und „Projektbau“)
- Wohnhaus mit 12 Wohnungen für „Sozialbau“ in Wien-Donaustadt, Mendelssohngasse (1981–1983)
- Wohnhaus der Stadt Wien mit 28 Wohnungen in Wien-Mariahilf, Gumpendorfer Straße (1982–1986)
- Wohnhaus der Stadt Wien mit 27 Wohnungen in Wien-Mariahilf, Liniengasse (1985–1988)